# Preußische T 9
T 9 ist die Gruppenbezeichnung mehrerer Typen von Tenderdampflokomotiven der Preußischen Staatseisenbahnen mit drei Treibachsen und einer Laufachse.

## T 9 Bauart Elberfeld
Die T 9 Bauart Elberfeld  der Preußischen Staatseisenbahnen waren Güterzug-Tenderlokomotiven der Achsfolge C1’. Geplant waren die Fahrzeuge für die Strecke zwischen Elberfeld und Cronenberg (Burgholzbahn). Zu diesem Zwecke baute die Firma Krauß & Comp. vier Exemplare, die der bayrischen DVIII sehr ähnlich waren, da man die Preußische T 3 für zu schwach hielt. Nachdem sich die Lokomotiven bewährt hatten, stellte Henschel weitere 33 Exemplare her.
Im Umzeichnungsplan von 1923 war geplant, die Lokomotiven als Baureihe 903 mit den Betriebsnummern 351–363 einzuordnen. Dazu kamen als T 91 eingeordnete Maschinen mit den Nummern 90 154, 155, 167, 180–183. Im Umzeichnungsplan von 1925 war nur noch eine Lokomotive als 90 116 enthalten. Diese wurde 1931 ausgemustert. Sieben dieser Loks wurden an Privatbahnen abgegeben, bei denen sie bis in die 1950er Jahre im Einsatz waren.

## T 9 Bauart Langenschwalbach
Die T 9 Bauart Langenschwalbach der Preußischen Staatseisenbahnen waren Personenzugtenderlokomotiven der Achsformel C1’. Geplant waren die Fahrzeuge für die Aartalbahn zwischen Wiesbaden und Langenschwalbach (heute Bad Schwalbach), da sich diese Strecke mit Steigungen bis zu 33 ‰ für die ursprünglich dort eingesetzten Fahrzeuge der Preußischen T 3 als zu steil erwiesen hatte. Somit wurde 1889 beschlossen, für die 21,4 Kilometer lange Strecke acht neue Maschinen zu bauen.
Die Loks hatten eine Allansteuerung, die Laufachse war als Adamsachse gebaut worden, und der Dampfdom befand sich auf dem vorderen Kesselschuss. An den Loks wurden zudem verschiedene Bremssysteme getestet. Im Umzeichnungsplan von 1923 waren noch drei Lokomotiven zur Umzeichnung in 90 002, 066 und 067 vorgesehen. Diese wurden aber bis 1925 ausgemustert.
Im Jahr 1930 kamen nach der Übernahme des Verkehrs auf der Bremer Hafenbahn zwei Lokomotiven als 90 232 und 90 233 zur Deutschen Reichsbahn. Diese wurden aber noch im gleichen Jahr ausgemustert.

## T 9 der Oberhessischen Eisenbahnen
Die T 9 der Oberhessischen Eisenbahnen war eine Güterzug-Tenderlokomotive der Achsfolge C1’. Sie war kurz vor dem Übergang dieser staatlichen hessischen Eisenbahn in die Preußischen Staatseisenbahnen im Jahr 1895 von der Firma Krauß & Comp. nach bayerischen Vorbildern gebaut worden. Bei den Oberhessischen Eisenbahnen trug sie die Nummer 26. Von den Preußischen Staatseisenbahnen erhielt sie zuerst die Bezeichnung Frankfurt 1871, ab 1906 dann T 9 Frankfurt 7205.

## T 9.1
Die T 9.1 der Preußischen Staatseisenbahnen waren Güterzug-Tenderlokomotiven der Achsfolge C1’. Sie waren für den Dienst auf Nebenbahnen, für den Güterzugdienst auf Hauptbahnen und für den Verschubdienst vorgesehen. Insgesamt wurden von verschiedenen Herstellern 420 Lokomotiven für die Preußischen Staatseisenbahnen sowie sechs Stück für die Cronberger Eisenbahn, die 1914 von der Preußischen Staatseisenbahn übernommen worden war, gebaut.
Sie wurden 1923 von der Deutschen Reichsbahn als Baureihe 900–2 mit den Betriebsnummern 90 001 bis 90 328 in ihren Umzeichnungsplan eingeordnet. 1925 waren noch Lokomotiven mit den Nummern 90 001–021, 90 024–115, 90 117–122 und 90 125–231 sowie die fälschlicherweise als Baureihe 91 eingeordneten 91 088, 91 089, 91 109–114 und 91 301 und 302 vorhanden. Dazu kamen später die 90 234 von der Hafenbahn Bremen, die 90 235–237 von den Saareisenbahnen und die 90 241–245 der Lübeck-Büchener Eisenbahn, die in den Jahren 1900 und 1903 sechs neue T 9.1 bestellt hatte und später vier gebrauchte Lokomotiven von der Preußischen Staatseisenbahn angekauft hatte.
Die Lokomotive Henschel 5772, ex Preußische T 9.1, DR 90 177, wurde 1937 von der DEBG als Nummer 51 übernommen und als Versuchslokomotive für die Lentz-Steuerung mit rotierender Nockenwelle ausgerüstet. Dazu erhielt die Lok einen Großrohrüberhitzer. 20 Jahre lang war die Lokomotive in Betrieb und wurde nach einem Rangierunfall ausgemustert. Die Praxis mit der Lok brachte die Erkenntnis, dass die Lentz-Ventilsteuerung die hin- und hergehenden Massen wesentlich verringerte, die Wartung war dagegen viel komplizierter.
Einige Exemplare dieser Lok wurden an ausländische Eisenbahnverwaltungen abgegeben und kamen teilweise während des Zweiten Weltkrieges wieder in den Bestand der Deutschen Reichsbahn als 90 246–251. Vier den Staatsbahnlokomotiven fast identische Maschinen wurden 1903 bis 1908 als KN 1–4 von Borsig für die Kassel-Naumburger Eisenbahn gefertigt, zwei Lokomotiven davon wurden ab 1949 von der Deutschen Reichsbahn als DR-Baureihe 90.64 eingereiht.

Cöln 7270
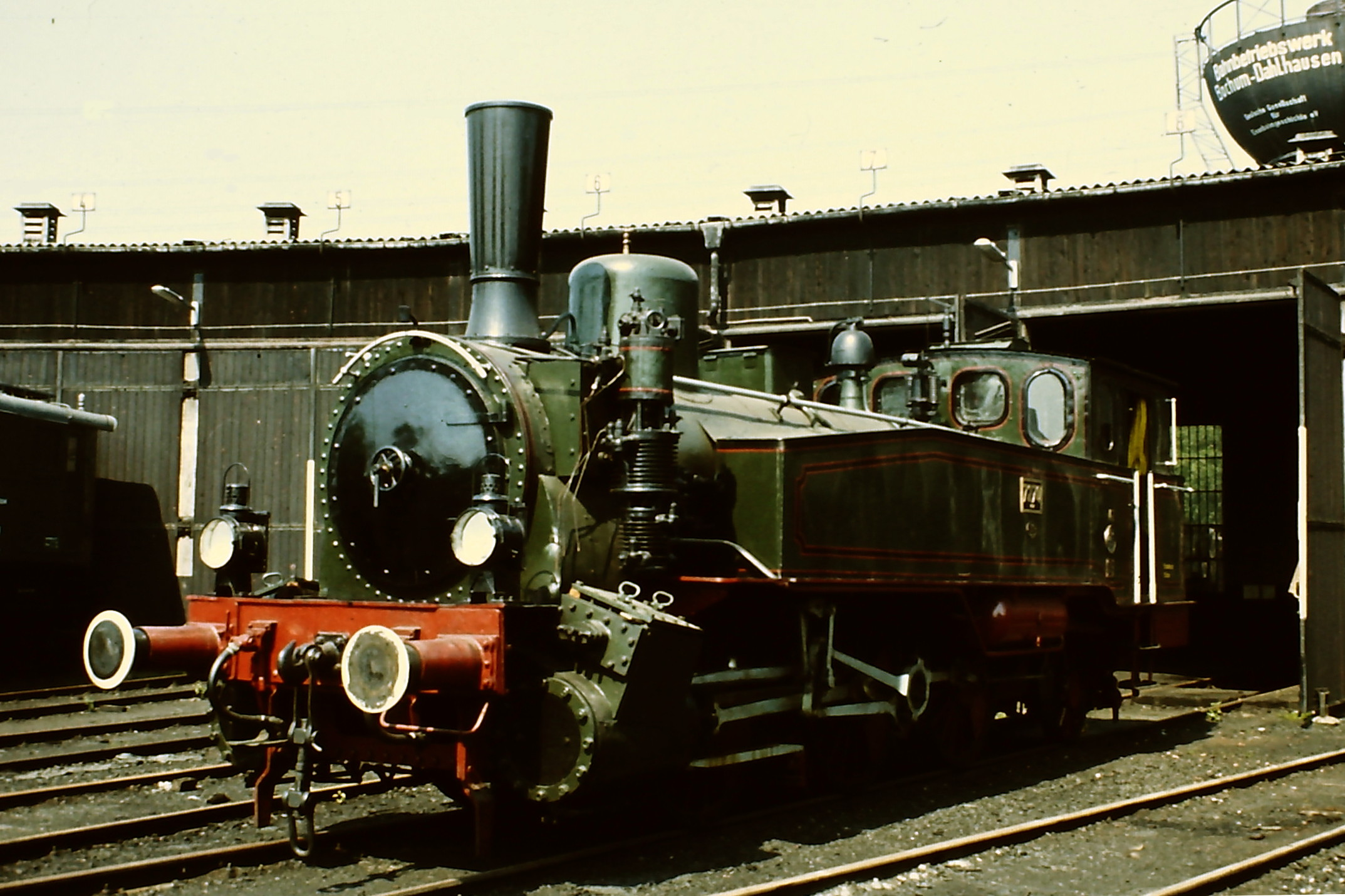
Vor Restaurierung (um 1977)
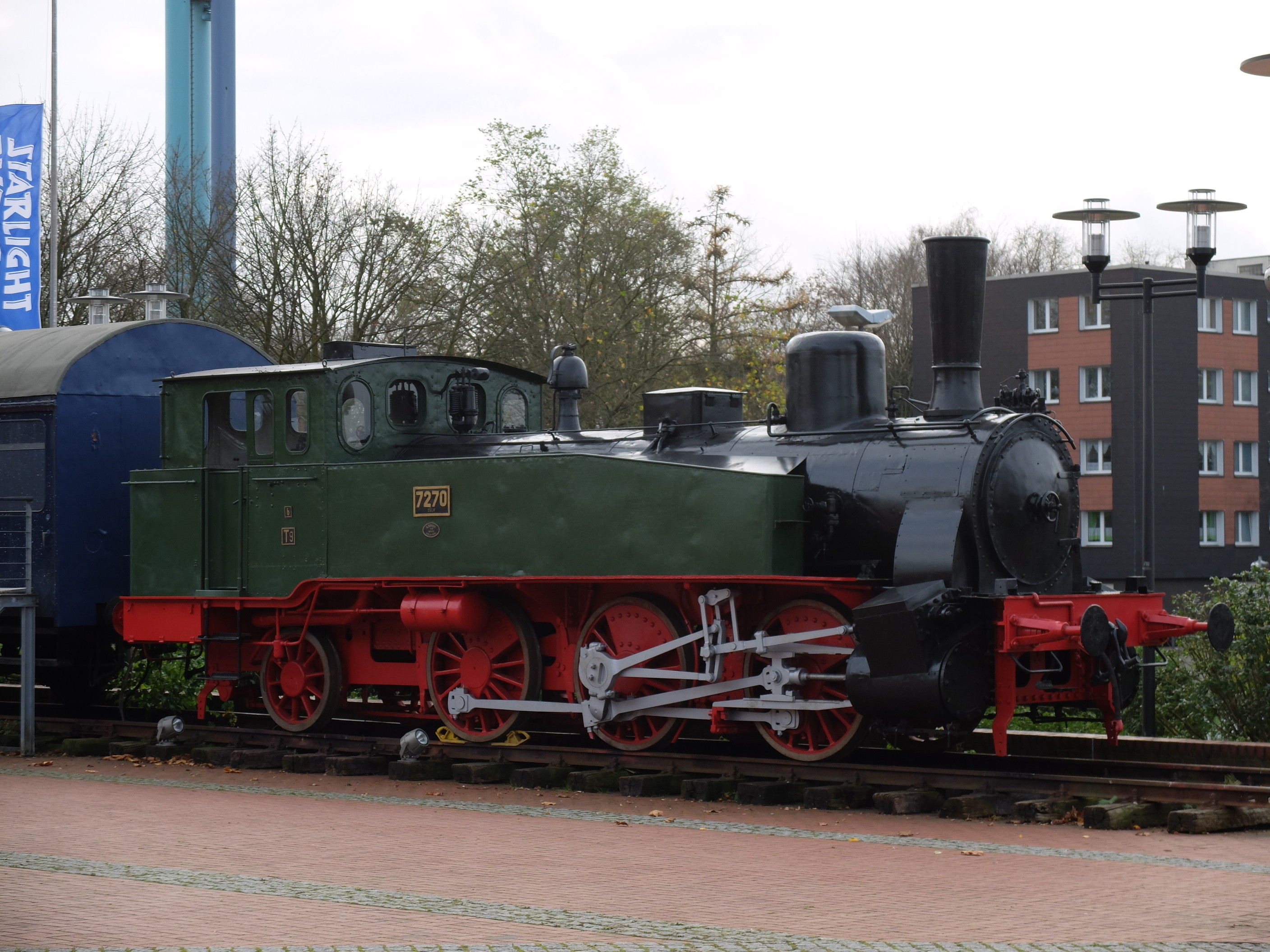
Nach Restaurierung (2015)

Zwei T 9.1 sind erhalten geblieben: Eine im Eisenbahnmuseum Bochum als Cöln 1833, spätere Cöln 7270, die seit dem 9. November 2015 restauriert vor dem Starlight Express Theater in Bochum aufgestellt ist, die andere im Süddeutschen Eisenbahnmuseum Heilbronn als Cöln 7294, für deren Restaurierung 1992 auch Teile einer weiteren Lokomotive verwendet wurden.

## T 9.2

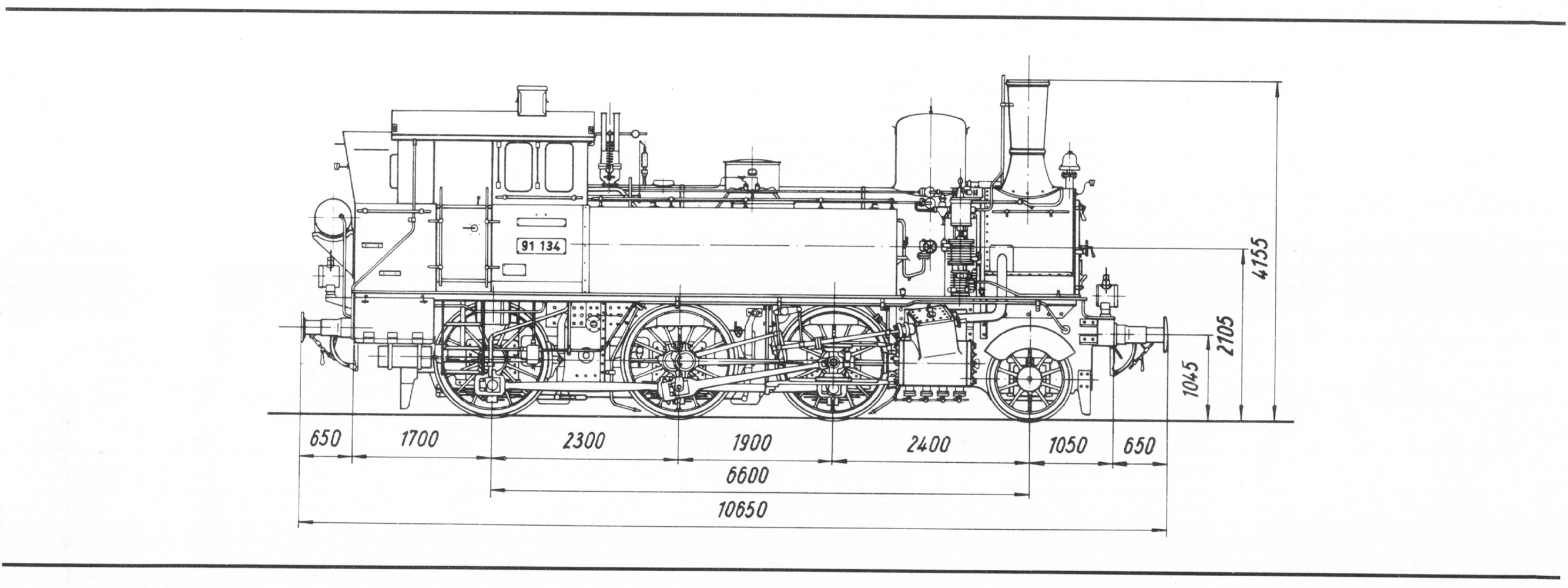
Ausschnitt einer technischen Zeichnung der Dampflokomotive Nummer 91 134 der Deutschen Reichsbahn

Die T 9.2 der Preußischen Staatseisenbahnen waren Güterzugtenderlokomotiven mit der Achsfolge 1’C. Sie hatten das gleiche Aufgabengebiet wie die T 9.1. Auch die Hauptabmessungen stimmten größtenteils mit dieser überein. Der Grund für ihre Konstruktion war die Befürchtung, dass die Laufeigenschaften der T 9.1 zu schlecht wären. Daher erhielten sie eine vordere anstatt einer hinteren Laufachse. Diese Baureihe entstand bei der Union-Gießerei in Königsberg (Ostpreußen).
Die Mecklenburgische Landeseisenbahn erhielt 1920 wegen Lokomotivmangels drei Lokomotiven dieser Gattung. Die Maschinen Essen 7203 bis 7205 erhielten die Bahnnummern 772 bis 774. Die letztere wurde 1921 an die Nauendorf-Gerlebogker Eisenbahn-Gesellschaft weiterverkauft. Die anderen wurden 1925 in 91 002 und 91 003 umgezeichnet.
Von den 235 Maschinen wurden später noch 154 Stück von der Deutschen Reichsbahn im Umzeichnungsplan von 1923 übernommen und als Baureihe 910–1 eingeordnet. Nach dem Umzeichnungsplan von 1925 wurden noch 111 Lokomotiven als 91 001–087, 91 090–108, 91 115 sowie die falsch eingeordneten 90 023, 90 024, 90 123 und 90 124 übernommen.
Die Loks mit den Betriebsnummern 91 116–121 stammen von der Bremer Hafenbahn (91 116) bzw. von den Saar-Eisenbahnen. Dazu kamen 1938 dann noch die 91 131–136 von der Braunschweigischen Landeseisenbahn. Im Zweiten Weltkrieg kamen die Lokomotiven 91 137–149 aus Polen hinzu.
1923 und 1925 erwarb die Niederbarnimer Eisenbahn (NbE) von der Deutschen Reichsbahn drei Lokomotiven, die nach dem vorläufigen Umzeichnungsplan die Betriebsnummern 91 084 (Fabriknummer Hanomag 3122/1898), 91 085 (Fabriknummer Hanomag 3122/1898) und 91 060 (Fabriknummer Union 936/1898) erhalten sollten. Die Lokomotiven erhielten die Bezeichnung NbE 07–09.
1929 erwarb die DEBG die Lokomotive 91 124 und bezeichnete sie als DEBG 52. Die Lokomotive war auf der Bahnlinie Bahnstrecke Wiesloch Stadt–Waldangelloch, wo sie im Güterzugdienst verwendet wurde. Nach 1954 ist die Lokomotive ausgemustert worden.
Nach dem Krieg waren nur noch wenige Exemplare im Dienst. Bei der Deutschen Bundesbahn wurde die letzte Maschine 1953 und bei der Deutschen Reichsbahn 1966 außer Dienst gestellt. Die Reichsbahn-Maschine 91 134 blieb erhalten. Sie gehört seit August 2006 den Mecklenburgischen Eisenbahnfreunden in Schwerin. Nach ihrer betriebsfähigen Aufarbeitung ging sie Mitte 2009 wieder im Rahmen der Bundesgartenschau (BUGA) in Schwerin auf Sonderfahrten, bis ein festgestellter Kesselschaden die Lok auf das Abstellgleis zwang. Durch diverse öffentliche Förderprogramme im sechsstelligen Euro Bereich und weiterer finanzieller Eigenmittel des Vereins konnten die Mecklenburgischen Eisenbahnfreunde die Lok 2015 im Dampflokwerk Meiningen für die Summe von rund 610 Tsd. Euro komplett neu instand setzen lassen. Dabei wurden einige technische Anbauteile, wie das mit Dampf betriebene Läutewerk und die mit Dampf betriebene Signalpfeife, in die Ursprungsausführung zurückversetzt, daneben aber auch für den sicheren Betrieb notwendige Anpassungen an die moderne Zeit vorgenommen. Seit Mitte Februar 2016 ist die Maschine nun erneut voll betriebsfähig im Sonderzugverkehr im Einsatz.

## T 9.3

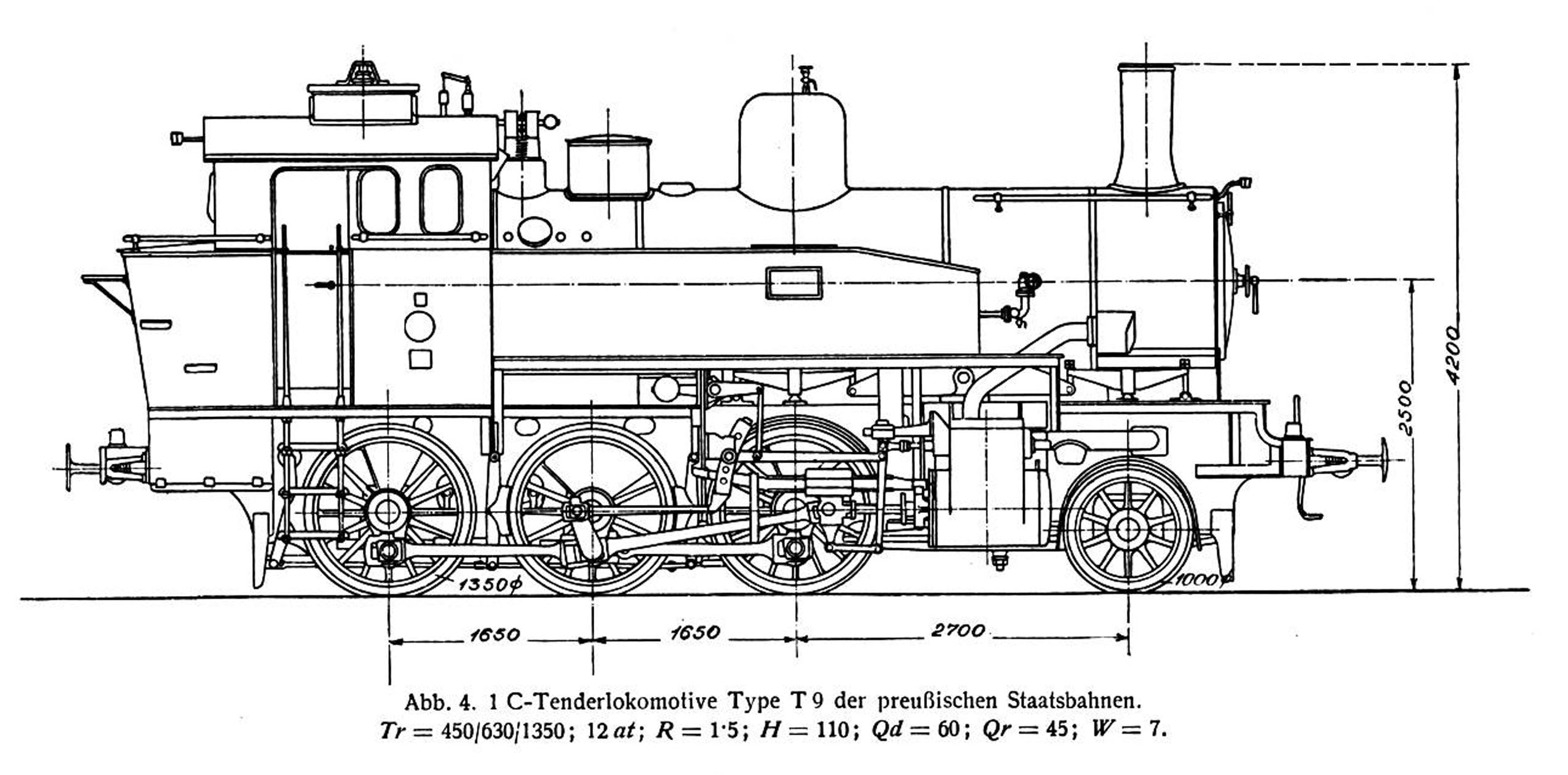
T9.3 Konstruktionszeichnung

Die T 9.3 der Preußischen Staatseisenbahnen waren Tenderlokomotiven, die sowohl im Personenzug- wie auch im Güterzugverkehr verwendet wurden. Es wurden für die Preußischen Staatseisenbahnen insgesamt 2060 Lokomotiven (einschließlich der Lokomotiven der 1903 verstaatlichten Ostpreußischen Südbahn) dieses Typs gebaut. 1901 rollte die erste Maschine dieses Typs aus der Königsberger Union-Gießerei. Es wurde eine der meistgebauten Lokomotiven Deutschlands. Die Königlich Württembergische Staats-Eisenbahnen hat weitere zehn Exemplare als T 9 angeschafft. Die Reichseisenbahnen in Elsaß-Lothringen hatten insgesamt 132 T 9.3 beschafft. Auch verschiedene Privatbahnen haben T 9.3 erhalten.
Die Mecklenburgischen Staatseisenbahnen erhielten 1920 drei Lokomotiven dieser Gattung zugewiesen, um einem akuten Fahrzeugmangel abzuhelfen. Die Lokomotiven Essen 7378, 7062 und 7073 erhielten die Bahnnummern 780 bis 782.
Die Lokomotiven der Gattung wurden 1925 von der Deutschen Reichsbahn als Baureihe 913–18 und 9120 in ihren Umzeichnungsplan eingeordnet.
Die T 9.3 ist eine Weiterentwicklung der preußischen T 9.2, von der sie sich am markantesten durch das anstelle der Adamsachse verwendete Krauss-Helmholtz-Gestell unterschied. Damit konnte die Höchstgeschwindigkeit auf 60 km/h, später sogar 65 km/h erhöht werden. Die Reichsbahn übernahm insgesamt 1503 Maschinen aus Preußen als 91 303–1805, darunter zehn T 9.3, die ursprünglich von der Reichseisenbahnen in Elsaß-Lothringen stammten; 31 aus dem Saarland als 91 1806–1836 und zehn Württembergische T 9 als 91 2001–2010. Im Zweiten Weltkrieg kamen weitere Lokomotiven als 91 1837–1844 aus Belgien hinzu.
Am 1. April 1949 übernahm die Deutsche Reichsbahn von Privatbahnen noch weitere T 9.3 mit den Nummern 91 6501, 6576, 6577, 6581 und 6582, die teilweise auf Heißdampf umgebaut worden waren.
Die Ausmusterung begann nach 1945 und war bei der Deutschen Bundesbahn 1964 und bei der Deutschen Reichsbahn 1971 beendet.
Sechs T 9.3 verblieben nach dem Zweiten Weltkrieg in Österreich. Zwei wurden 1948 der SZD übergeben (91 1700 und 1822), zwei schieden ziemlich bald aus (91 1421 1951 und 91 1314 1952). Die verbliebenen zwei Maschinen 91 1207 und 91 1347 bildeten unter Beibehaltung der Ordnungsnummern die ÖBB Reihe 691. Beide im Raum St. Pölten eingesetzte Vertreterinnen der Reihe 691 wurden 1957 ausgemustert.
In Deutschland erwarb 1931 und 1934 die Halberstadt-Blankenburger Eisenbahn insgesamt 4 Lokomotiven der Reihe T 9.3. Eine Lok (Union Fabriknummer 1450, Baujahr 1906) blieb in ihrer Ursprungsform erhalten und wurde als HBE 45 bei verschiedenen Rangierbahnhöfen der Gesellschaft als Rangierlok eingesetzt. Die Lok wurde von der Deutschen Reichsbahn übernommen und blieb bis 1964 als 91 6501 in Betrieb. Die anderen Lokomotiven wurden als HBE 41, 42 und 44 bezeichnet und erfuhren Umbauten. Auch die Niederbarnimer Eisenbahn (NbE) erwarb von der Deutschen Reichsbahn zwei Lokomotiven, die nach dem Umzeichnungsplan die Betriebsnummern 91 595 (Fabriknummer Jung 673/1904) und 91 352 (Fabriknummer Hohenzollern 1523/1902) erhielten. Die Lokomotiven erhielten die Bezeichnung NbE 05–06.
1944 erwarb die DEBG die Lokomotive 91 1569 und bezeichnete sie mit der Nummer DEBG 28a. Die Lok wurde auf der Bahnstrecke Bruchsal–Hilsbach–Menzingen eingesetzt. Bewährt hat sich die Lok nicht und wurde bereits 1951 ausgemustert.
Erhalten blieben die 91 319 in Münster, die 91 896II in Dresden und die 91 936 im Deutschen Technikmuseum in Berlin. Bei der Museums-Eisenbahn Minden ist eine T 9.3 im Einsatz.
Die 91 406 wurde 2015 vom Bayerischen Eisenbahnmuseum aus Finnland nach Nördlingen geholt, dort wird sie zur Museumslok aufgearbeitet. Die 91 1770 befindet sich im Eisenbahnmuseum St. Petersburg.
Die in Polen vorhandenen Lokomotiven der Gattung T 9.3 setzte die PKP unter der Bezeichnung TKi3 ein.

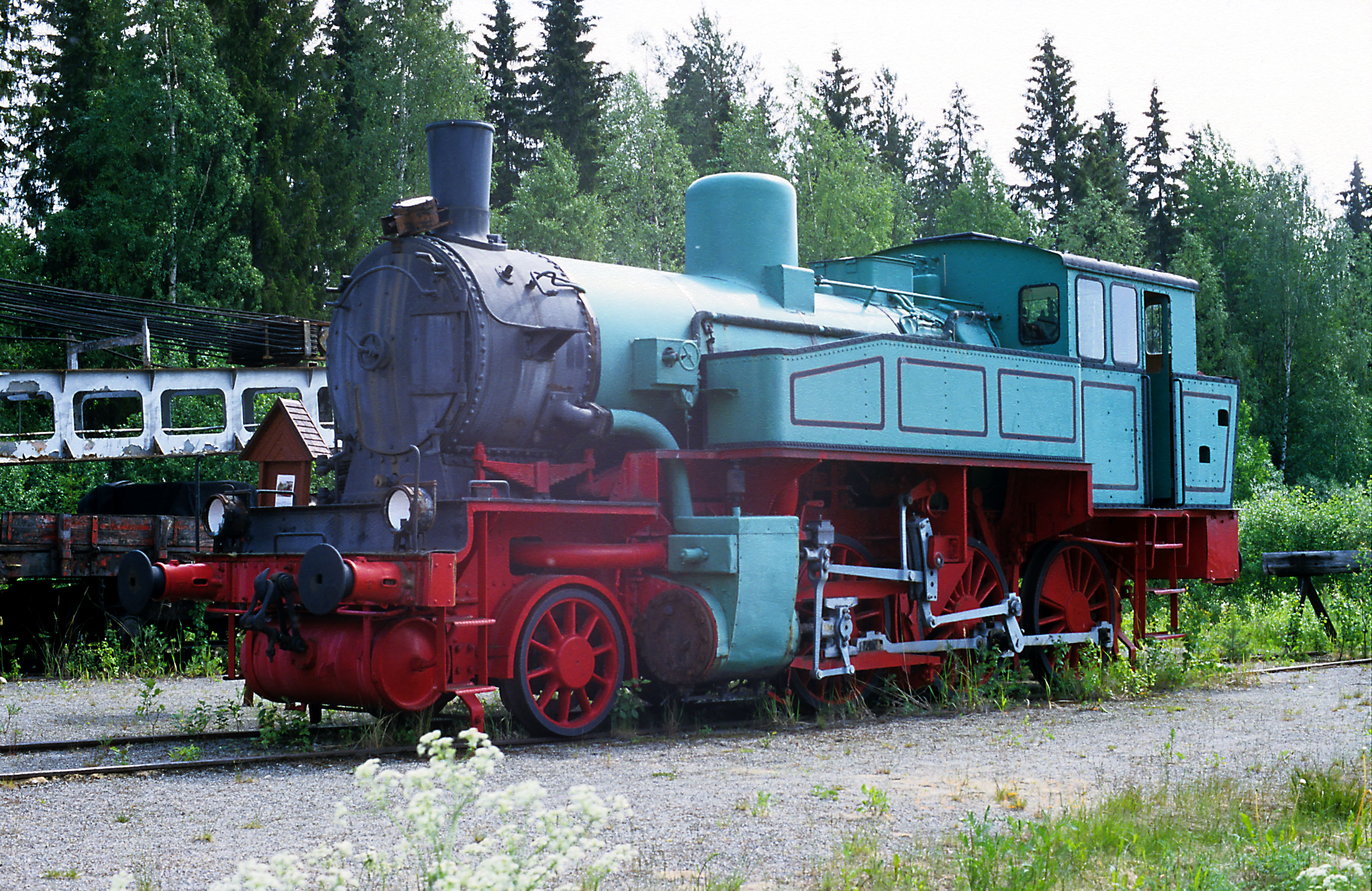
Finnische Museumslok T9.3 (91 406)
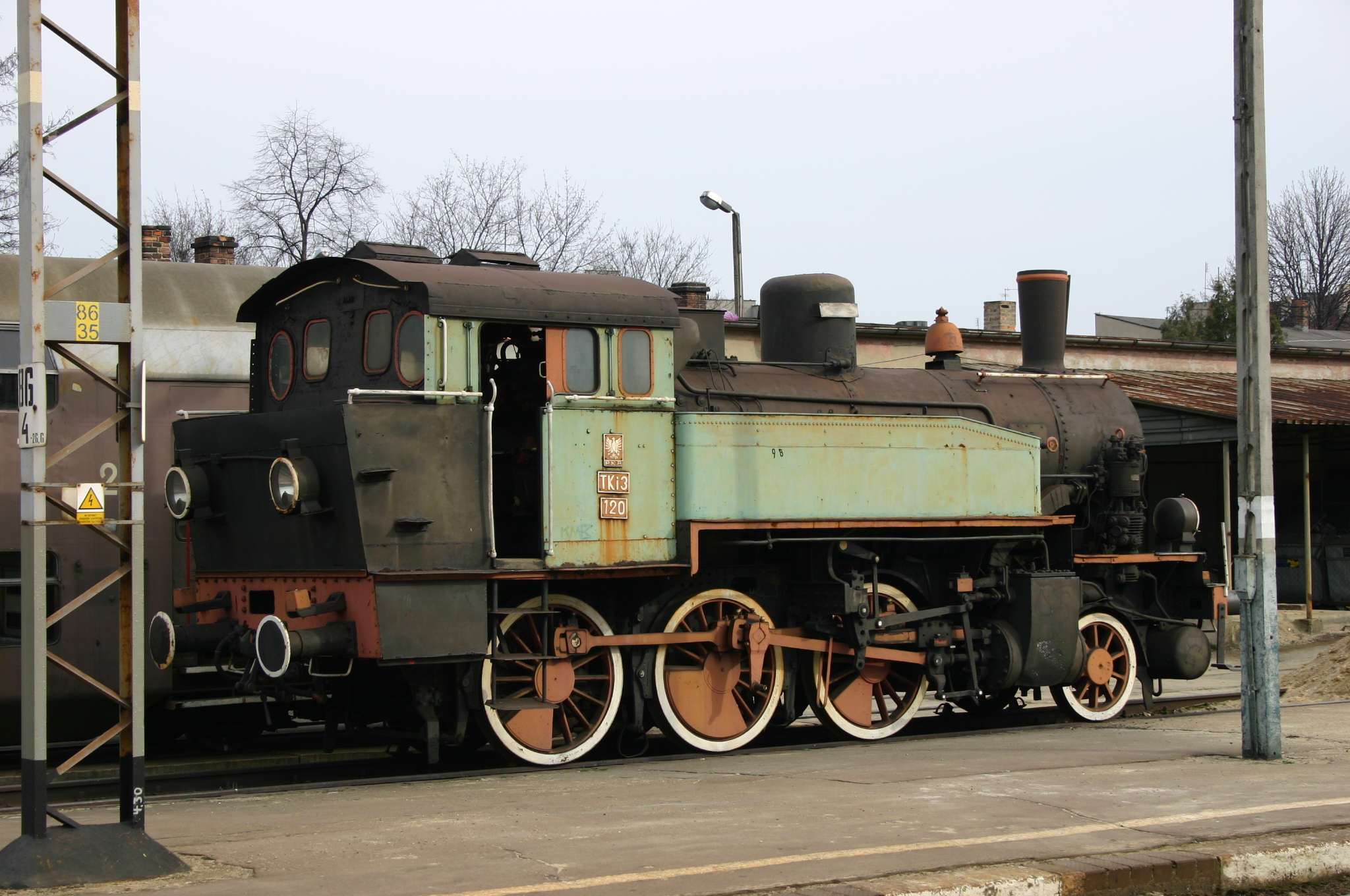
TKi3-120 der PKP als Denkmallok in Ostrow Wielkopolski
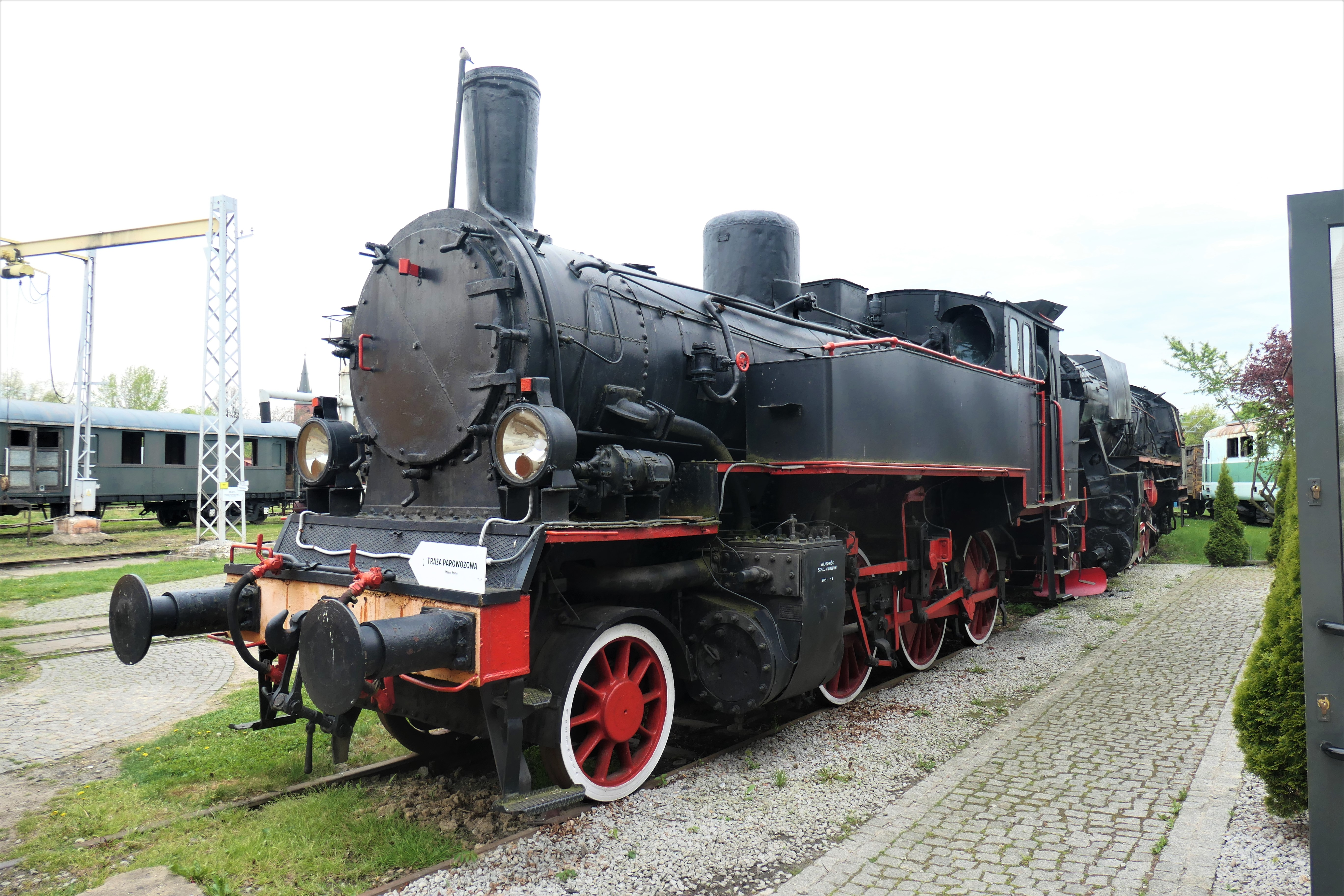
Tki3-26 im Eisenbahnmuseum Jaworzyna Śląska